# Maihueniopsis archiconoidea
Maihueniopsis archiconoidea är en kaktusväxtart som beskrevs av Friedrich Ritter. Maihueniopsis archiconoidea ingår i släktet Maihueniopsis och familjen kaktusväxter. Inga underarter finns listade i Catalogue of Life.